# Usvjača
L'Usvjača (in russo Усвя́ча?, in bielorusso Усвя́ча?) è un fiume della Russia europea (oblast' di Pskov) e della Bielorussia (regione di Vicebsk), affluente di destra della Dvina occidentale.

## Descrizione
La sorgente del fiume si trova nel distretto Kun'inskij (oblast' di Pskov) a sud-est del lago Usmynskoe, da cui esce scorrendo verso nord e attraversando i laghi Gorodno, Milicino, Ozeron, dopo di che gira a ovest, poi a sud e scorre attraverso il lago Ordosno. Entra nel distretto Usvjatskij e attraversa i laghi Soročino e Usvjatskoe. Sfocia nella Dvina occidentale nel distretto di Vicebsk della regione di Vicebsk, a 3 km dall'insediamento di Suraž.
La valle del fiume è larga da 50 m a 3 km. Le sponde sono basse e piatte nella parte superiore, alte e ripide in quella inferiore. L'Usvjača ha una lunghezza di 100 km, l'area del suo bacino è di 2 340 km². La portata media annua dell'acqua è di 15,9 m³/s. Il maggior affluente è l'Ovsjanka (lungo 90 km) proveniente dalla destra idrografica. Il fiume attraversa l'insediamento di tipo urbano di Usvjaty.  